# Campionati mondiali di tiro a volo 1989
I campionati mondiali di tiro 1987 furono la ventitreesima edizione dei campionati mondiali di questo sport e si disputarono a Montecatini Terme.

## Risultati

### Uomini

#### Fossa olimpica
| Evento      | Oro                                              | Oro       | Argento                                        | Argento   | Bronzo                                             | Bronzo    |
| Evento      | Atleta                                           | Risultato | Atleta                                         | Risultato | Atleta                                             | Risultato |
| Individuale | Daniele Cioni                                    | 200       | João Rebelo                                    | 213       | Albano Pera                                        | 213       |
| A squadre   | Italia Albano Pera Daniele Cioni Marco Venturini | 425       | Ungheria Zoltan Bodo Karoly Gombos Istvan Putz | 422       | Portogallo Antonio Marques João Rebelo Luis Tinoco | 421       |

#### Double trap
| Evento      | Oro                                              | Oro       | Argento                                          | Argento   | Bronzo                                              | Bronzo    |
| Evento      | Atleta                                           | Risultato | Atleta                                           | Risultato | Atleta                                              | Risultato |
| Individuale | Victorio Taiola                                  | 84        | Marco Venturini                                  | 80        | Parini Golfari                                      | 79        |
| A squadre   | Italia Albano Pera Daniele Cioni Marco Venturini | 231       | Australia Russell Mark John Maxwell Terry Rumbel | 199       | Kuwait Fehaid Al Deehani Anwar Al Hammad Al Rashidi | 173       |

#### Skeet
| Evento      | Oro                                                        | Oro       | Argento                                                 | Argento   | Bronzo                                                           | Bronzo    |
| Evento      | Atleta                                                     | Risultato | Atleta                                                  | Risultato | Atleta                                                           | Risultato |
| Individuale | Claudio Giovannangelo                                      | 222       | Bruno Rossetti                                          | 222       | Vladimir Sokolov                                                 | 222       |
| A squadre   | Italia Andrea Benelli Claudio Giovannangelo Bruno Rossetti | 440       | Unione Sovietica Gusev Vladimir Sokolov Valeri Timokhin | 436       | Cuba Servando Puldon Martinez Rodriguez Guillermo Alfredo Torres | 433       |

### Donne

#### Fossa olimpica
| Evento      | Oro                                                                         | Oro       | Argento                                                          | Argento   | Bronzo                            | Bronzo    |
| Evento      | Atleta                                                                      | Risultato | Atleta                                                           | Risultato | Atleta                            | Risultato |
| Individuale | Elena Shishirina                                                            | 205       | Gema Usieto                                                      | 200       | Muriel Bernard                    | 197       |
| A squadre   | Unione Sovietica Daina Goudzeniavichoute Svetlana Lazareva Elena Shishirina | 395       | Spagna Maria Dolores Palazon Hurtado María Quintanal Gema Usieto | 391       | Cina Gao E Lu Ruizhen Yin Weiping | 367       |

#### Doubletrap
| Evento      | Oro            | Oro       | Argento        | Argento   | Bronzo             | Bronzo    |
| Evento      | Atleta         | Risultato | Atleta         | Risultato | Atleta             | Risultato |
| Individuale | Roberta Morara | 57        | Roberta Pelosi | 56        | Anna Maria Bianchi | 55        |

#### Skeet
| Evento      | Oro                                    | Oro       | Argento                                              | Argento   | Bronzo                                         | Bronzo    |
| Evento      | Atleta                                 | Risultato | Atleta                                               | Risultato | Atleta                                         | Risultato |
| Individuale | Zhang Shan                             | 214       | Antonella Parrini                                    | 210       | Erzsébet Vasvári                               | 210       |
| A squadre   | Cina Feng Meimei Wu Lanying Zhang Shan | 415       | Stati Uniti Connie Fluker Cindy Raahauge van den Top | 410       | Ungheria J. Igaly Diana Igaly Erzsébet Vasvári | 403       |

## Risultati juniores

### Uomini

#### Fossa olimpica
| Evento      | Oro                                                      | Oro       | Argento                                                   | Argento   | Bronzo                                         | Bronzo    |
| Evento      | Atleta                                                   | Risultato | Atleta                                                    | Risultato | Atleta                                         | Risultato |
| Individuale | Michael Diamond                                          | 187       | Manuel Silva                                              | 187       | Carlo Angelantoni                              | 186       |
| A squadre   | Italia Carlo Angelantoni Fabrizio Satolli Rodolfo Viganò | 413       | Australia Michael Diamond Brett Dunstan Filippo Petriella | 411       | Spagna Fernandez Simon Heredia Ivan Juan Rodon | 401       |

#### Doubletrap
| Evento      | Oro               | Oro       | Argento        | Argento   | Bronzo          | Bronzo    |
| Evento      | Atleta            | Risultato | Atleta         | Risultato | Atleta          | Risultato |
| Individuale | Carlo Angelantoni | 72        | Rodolfo Viganò | 70        | Michael Diamond | 70        |

#### Skeet
| Evento      | Oro                                                   | Oro       | Argento                               | Argento   | Bronzo                                             | Bronzo    |
| Evento      | Atleta                                                | Risultato | Atleta                                | Risultato | Atleta                                             | Risultato |
| Individuale | Jan Hanuš                                             | 193       | Matej Hamernik                        | 192       | Sven Wolf                                          | 191       |
| A squadre   | Cecoslovacchia Matej Hamernik Jan Hanuš Richard Kraus | 433       | Polonia Kaszuba Pawlak Artur Rogowski | 420       | Stati Uniti Kern Sekhon Shapiro Shane Schwickerath | 418       |

## Medagliere
Nazione ospitante
| Posiz. | Nazione          | Oro | Argento | Bronzo | Totale |
| ------ | ---------------- | --- | ------- | ------ | ------ |
| 1      | Italia           | 7   | 4       | 3      | 15     |
| 2      | Unione Sovietica | 2   | 1       | 1      | 4      |
| 3      | Cina             | 2   | 0       | 1      | 3      |
| 4      | Spagna           | 0   | 2       | 0      | 2      |
| 5      | Ungheria         | 0   | 1       | 2      | 3      |
| 6      | Portogallo       | 0   | 1       | 1      | 2      |
| 7      | Australia        | 0   | 1       | 0      | 1      |
| 7      | Canada           | 0   | 1       | 0      | 1      |
| 9      | Cuba             | 0   | 0       | 1      | 1      |
| 9      | Francia          | 0   | 0       | 1      | 1      |
| 9      | Kuwait           | 0   | 0       | 1      | 1      |

## Medagliere juniores
Nazione ospitante
| Posiz. | Nazione        | Oro | Argento | Bronzo | Totale |
| ------ | -------------- | --- | ------- | ------ | ------ |
| 1      | Italia         | 2   | 1       | 1      | 4      |
| 2      | Cecoslovacchia | 2   | 1       | 0      | 3      |
| 3      | Australia      | 1   | 1       | 1      | 3      |
| 4      | Portogallo     | 0   | 1       | 0      | 1      |
| 4      | Polonia        | 0   | 1       | 0      | 1      |
| 6      | Spagna         | 0   | 0       | 1      | 1      |
| 6      | Germania Est   | 0   | 0       | 1      | 1      |
| 6      | Stati Uniti    | 0   | 0       | 1      | 1      |